# 李伟森
李偉森（1903年—1931年2月7日），乳名偉生，亦名國緯，字北平，筆名李求實，化名林偉，湖北省武漢市武昌區人。中国共产党早期党员，中国共青团早期领导人。曾任《中国青年》杂志编辑。左聯五烈士之一，為五烈士中，唯一沒加入左聯之人。

## 生平

### 早年
1917年考入武漢高等商業專科學校。1919年，五四運動開始，領導了武漢學生運動。嗣後，與惲代英等人成立利群書社。1920年，到黃陂北鄉當小學教員。1921年加入中國社會主義青年團，1922年由團轉入中國共產黨。
同年，隨惲代英到四川瀘州創辦了瀘州聯合師範學校，回武漢後，於武昌高等師範學校讀書，做中國共青團的工作，並主編《日日新聞》。1923年參加京漢鐵路二七大罷工，後因遭通緝，受湘鄂区委派遣到安源工作，任安源路礦俱樂部文書股股長。同年被選為中國共青團中央候補委員。

### 大革命時期
1924年4月任中國共青團農工部部長，被派往蘇聯莫斯科东方大学學習，任中國青年團中央駐莫斯科總代表，1925年學成回國。1926年8月任中國共產主義青年團廣東省委宣傳部長，主編《少年先鋒》。後調任中國共青團湖南省委書記。1927年四·一二事件後，參加廣州暴動。失败后，到上海從事中國共產黨的宣傳鼓動工作。

### 土地革命戰爭時期
1928年，任中國共青團中央宣傳部長、《中國青年》主編，與謝覺哉共同編輯《紅旗》半月刊。1929年到中共中央宣傳部任中共中央機關報《紅旗日報》編輯，同年5月，主編《上海報》。1930年3月與魯迅參與中國左翼作家聯盟成立工作，8月任中共中央宣傳部秘書，兼任全國蘇維埃代表大會中央準備委員會黨團書記。1931年，任全國互濟總會黨團書記。

### 龙华二十四烈士
1931年1月17日中午，因遭人举报，在上海東方旅社开会的林育南、柔石、冯铿、胡也频、殷夫等人被捕。18日凌晨，因林育南一夜未归，李伟森来東方旅社打探消息，也被蹲守的特务逮捕。2月7日深夜，被国民政府處決於上海龍華淞沪警備司令部內廣場，時年28歲。

## 家庭
- 第一任妻子陈修良，1926年结婚，1927年离婚，陈后来改嫁余茂怀、沙文汉，
- 第二任妻子秦怡君（即陈凤仙，许白昊的遗孀）(1904～1976年)，1928年结婚，有一子李齐泰，广州军区军级离退休干部。

## 作品
- 《杜思退也夫斯基評傳》
- 《小品文雜感集》
- 《十月革命後俄國農業狀況》

### 譯著
- 《朵思退夫斯基》
- 《動蕩中的新俄農村》

### 編輯
- 《革命歌曲》